# Neocompsa quadriplagiata
Neocompsa quadriplagiata là một loài bọ cánh cứng trong họ Cerambycidae.